# Ansprand
Ansprand (al voltant de 657 - Pavia, juliol de 712) va ser rei dels llombards i rei d'Itàlia el 712. De 688 al 701 va ser duc d'Asti.
Duc d'Asti el 688, a la mort de Cunipert (700) va assumir la regència del fill menor d'edat del rei difunt, Liutpert. Va haver d'enfrontar la rebel·lió immediata del duc de Torí, Ragimpert, que el va enfrontar a Novara a principis del 701 i el va derrotar, malgrat el suport rebut del duc de Bèrgam, Rotari. A la mort de Ragimpert, encara l'any 701, Ansprand i Rotari van intentar tornar a instal·lar a Liutpert i va aconseguir derrotar i fer presoner a Aripert II, fill i successor de Ragimpert. Després d'un breu període, però, Aripert va fugir i va lliurar la batalla a Liutpert i als seus protectors Ansprand i Rotari, al que va derrotar a Pavia (702). Ansprand va fugir a l'illa Comacina i a continuació, al ducat de Baviera. Aripert va empresonar a la seva família (esposa i fills), que va ser horriblement torturats i mutilats i només es va salvar el fill més jove, Liutprand, que per ser un nen petit va ser retornat al seu pare.
A principis de 712 Ansprand va poder aixecar un exèrcit de bavaresos i va caure sobre Itàlia; la batalla (mes de març del 712) va durar tot el dia fins que es va fer de nit, i va tenir un resultat incert. Aripert semblava tenir l'avantatge de manera que els bavaresos estaven a punt d'abandonar el camp, però Aripert va cometre el greu error de tornar a la nit a Pavia i els seus soldats, ofesos pel que consideraven un acte de covardia, el va abandonar; Aripert llavors va voler escapar però en la fugida es va ofegar al riu Ticino a causa del pes del tresor que s'havia emportat. Ansprand va ser llavors aclamat rei, i va rebre un fort suport dels magnats als que no li havia agradat la usurpació de Ragimpert i d'Aripert II i l'enderrocament de Liutpert, però també dels partidaris d'Aripert mateix, seduïts pel seu carisma. Immediatament va associar al tron el seu fill Liutprand que el va succeir quan va morir, tot just tres mesos després.